# WIXOSS
WIXOSS(위크로스)는 다카라토미가 2014년 4월 26일 발매한 트레이딩 카드 게임이다. 애니메이션으로 《Selector Infected WIXOSS》, 《Lostorage incited WIXOSS》, 《Lostorage conflated WIXOSS》, 《WIXOSS DIVA (A) LIVE》가 있다.

## 개요
플레이어는 자신의 아바타인 소녀 루리그와 그를 보좌하는 시그니를 가지고 싸운다. 상대의 라이프 크로스를 전부 크래시하여 무력화하는 것을 목표로 한다. 카드의 속성은 5개의 색이 있으며, 아무 색에도 속하지 않는 무색 카드도 있다.
| 색     | 기본 덱                          | 루리그             |
| ------ | -------------------------------- | ------------------ |
| 백(白) | White Hope(ホワイトホープ)       | 타마(タマ)         |
| 적(赤) | Red Ambition(レッドアンビション) | 하나요(花代)       |
| 청(靑) | Blue Appli(ブルーアプリ)         | 피루루크(ピルルク) |
| 녹(綠) | Green Wanna(グリーンワナ)        | 미도리코(緑子)     |
| 흑(黑) | Black Desire(ブラックデザイア)   | 우리스(ウリス)     |

## 기본적 게임 방법
대전은 1:1로 각자 10장 이내의 루리그 덱과 정확히 40장의 메인 덱을 가지고 한다. 게임을 시작할 때 자신의 루리그 덱으로부터 레벨 0인 루리그를 루리그 존에 뒤집어 놓는다. 각자 메인 덱을 섞어서 5장의 카드를 손에 넣은 후, 손에서 원하는 만큼의 장수를 덱으로 되돌린 후 다시 섞어서 같은 장수의 카드를 다시 손에 넣는 행동을 각자 한 번 할 수 있다. 그 후 메인 덱으로부터 7장을 라이프 크로스 존으로 넣은 후, 루리그 존에 뒤집어 놓았던 카드를 공개하며 게임이 시작된다.
대전 중에는 자신의 분신인 루리그, 루리그의 필살기인 아츠, 루리그를 보좌하는 정령인 시그니, 루리그를 서포트하는 주문인 스펠을 구사한다. 상대방의 라이프 크로스를 전부 크래시한 후에 공격을 하면 게임을 이긴다.

## 카드의 종류
WIXOSS의 가장 큰 특징은 카드의 뒷면이 2 종류 존재한다는 것이다. 흰 뒷면의 루리그, 아츠 카드는 테두리도 흰색이고, 검은 뒷면의 시그니, 스펠 카드는 테두리도 검은 색이다.
흰 뒷면의 카드로 구성된 10장 이내의 루리그 덱은 자신도 아무 때나 볼 수 있고 상대방에게도 공개된다. 검은 뒷면의 카드로 구성된 40장의 메인 덱은 라이프 버스트 카드를 정확히 20장 포함해야 하며, 랜덤으로 드로우하는 덱이다.
루리그 덱의 자유도와 메인 덱의 운 요소를 통해 승리를 노려야 한다.

### 루리그
게임을 시작할 때 레벨 0으로부터 시작한다. 같은 타입의 레벨 1 높은 루리그로 그로우 할 수 있으며 이 때 그로우 비용을 지불해야 한다. 루리그에는 리미트가 있으며, 소환하는 시그니들의 레벨의 합이 리미트를 넘을 수 없다.

### 아츠
루리그 덱에 있으며 항상 공개한다. 비용을 지불해서 사용하면 효과가 나타나며 루리그 트래시 존으로 간다.

### 시그니
손패에서 시그니 존으로 배치한다. 배치하는데 비용과 색의 제한은 없으나, 루리그의 레벨 이하여야 하고, 레벨의 합이 루리그의 리미트를 넘을 수 없다. 시그니는 3개까지만 배치할 수 있다.

### 스펠
손패에서 비용을 지불해서 사용한다. 사용하면 효과가 나타나며 트래시 존으로 간다.

## 턴의 구성

### 업 페이즈
자신의 루리그와 시그니 카드를 전부 세워 놓는다. 세로로 세워진 카드를 업이라고 하고 가로로 누운 카드를 다운이라고 한다.

### 드로우 페이즈
메인 덱에서 카드를 2장 드로우한다. 선공시에는 1장만 드로우한다.

### 에너 페이즈
자신의 손패 또는 시그니 존의 시그니 중 1장을 에너 존에 앞면으로 내려 놓는다. 이 페이즈를 건너뛸 수도 있다.

### 그로우 페이즈
자신의 루리그를 레벨이 1 높은 같은 타입의 루리그로 그로우할 수 있다. 그로우 하기 위해서는 루리그 덱에서 그로우될 카드를 루리그 존으로 옮겨 놓는다. 비용을 지불하기 위해서 비용에 해당하는 색의 카드를 비용의 숫자만큼 에너 존에서 트래쉬 존으로 이동시켜야 한다.

### 메인 페이즈
손패에서 시그니를 시그니 존으로 소환하거나, 스펠을 사용하거나, 메인 페이즈에 쓸 수 있는 아츠를 사용하는 것이 가능하다.

### 어택 페이즈
시그니가 공격하고 난 후에 루리그가 공격한다.
시그니의 공격은 상대 시그니를 향해서 하고, 상대 시그니의 파워가 더 적거나 같으면 파괴된다. 상대의 시그니가 없으면 상대의 라이프 클로스를 라이프 버스트한다. 라이프 버스트를 할 때에는 상대의 라이프 크로스에서 가장 위의 카드를 공개한다. 만약 그 카드가 라이프 버스트 효과가 있다면 그 효과를 발동하고 애너 존으로 이동시킨다. 라이프 버스트 효과가 없다면 애너 존으로 이동시킨다. 공격받았는데 라이프 버스트를 할 카드가 없다면 게임을 패한다.
루리그의 공격은 상대 루리그를 향해서만 할 수 있다. 상대방이 가드할 카드가 있다면 가드할 수 있다. 가드는 루리그의 공격에 대해서만 할 수 있으며, 시그니의 공격에 대해서는 할 수 없다. 가드하지 못한다면 라이프 버스트한다.

### 턴 페이즈
손패가 6장을 초과한다면 6장이 될 때까지 손패레서 카드를 트래시 존으로 버린다.

## 같이 보기
- Selector Infected WIXOSS ― 애니메이션
- Selector Spread WIXOSS ― 애니메이션